# Estación de Almaty-2
La estación Almaty-2 (del ruso: железнодорожный вокзал «Алматы-2»), en kazajo: Алматы-2 стансасы es una estación de ferrocarril de la ciudad de Almaty, Kazajistán. El edificio fue construido en 1939 por el arquitecto A.P. Galkin y renovado en 1977. La estación Almaty-2 sirve a diario en verano a 3 500-4 000 personas y en invierno 2 500-3 000 personas.

## Servicios
El edificio de la estación fue construido en un estilo clásico y tiene una composición simétrica. El elemento principal de la fachada es un portal central con una columnata de arcos y la entrada, en la que una estatua de Abylai Khan recibe a los pasajeros. En el vestíbulo de la estación se encuentra un quiosco, una farmacia, tienda de regalos, oficina de correos y la oficina de información. En el pabellón oriental está la venta anticipada en efectivo de billetes, restaurantes y una sala de espera, mientras que en el pabellón occidental está la taquilla de venta de billetes para el mismo día de salida y el depósito de equipaje.